# اپرای فرانکفورت
اپرای فرانکفورت (انگلیسی: Oper Frankfurt) اپرای شهر فرانکفورت آلمان است. بسیاری از اپراهای معروف جهان مانند کارمینا بورانا (۱۹۳۷) برای اولین بار در اپرای فرانکفورت به صفحنه رفتند. بعضی از رهبران این اپرا فرانتس کنویچنی (۱۹۳۸-۱۹۴۴)، گئورگ شولتی (۱۹۵۲-۱۹۶۱)، و کریستف فون دوخنانیی (۱۹۶۷-۱۹۷۷) هستند. رهبر کنونی آن توماس گوگایس است.
تالار اپرای کنونی آن در سال ۱۹۶۳ ساخته شد.

## اهمیت و ویژگی‌های هنری
اپرای فرانکفورت به دلیل رویکرد نوآورانه و اجرای آثار معاصر و کلاسیک با کیفیتی بالا، به یکی از مهم‌ترین اپراهای اروپا تبدیل شده‌است. این اپرا به طور مداوم در نظرسنجی‌های منتقدان موسیقی و اپرا، در بین برترین اپراهای جهان قرار می‌گیرد.
یکی از ویژگی‌های برجسته اپرای فرانکفورت، توجه ویژه به اجرای آثار معاصر و تجربی است. این اپرا به طور منظم، آثاری از آهنگسازان معاصر را به روی صحنه می‌برد و از هنرمندان جوان و نوظهور حمایت می‌کند.
علاوه بر این، اپرای فرانکفورت به اجرای آثار کلاسیک با رویکردی نوین و خلاقانه شهرت دارد. کارگردانان و طراحان صحنه در این اپرا، تلاش می‌کنند تا با استفاده از تکنیک‌های مدرن و ایده‌های نو، تفسیری تازه از آثار کلاسیک ارائه دهند.
اپرای فرانکفورت همچنین به دلیل داشتن ارکستر و گروه کُر بسیار قوی، شناخته می‌شود. ارکستر اپرای فرانکفورت، به عنوان یکی از بهترین ارکسترهای اپرا در جهان، همواره مورد تحسین منتقدان قرار گرفته‌است.